# 서울 영국사 영산회 후불탱
서울 영국사 영산회 후불탱(서울 寧國寺 靈山會 後佛幀)은 서울특별시 종로구 불교중앙박물관에 있는 조선시대의 탱화이다. 2004년 3월 3일 대한민국의 보물 제1397호로 지정되었다.

## 개요
중앙의 석가모니불(釋迦牟尼佛)을 중심으로 좌우 대칭되게 문수(文殊)·보현(普賢) 등 보살(菩薩)과 성중(聖衆)들을 빽빽하게 배치하였으며, 조선시대 불화 가운데 비교적 제작시기가 이르다.
이 그림은 인문 일파가 주도하여 그린 전형적인 군도형식(群圖形式)의 작품으로 본존을 에워싸도록 주위를 빙 둘러 권속들을 배치하였으며, 상단에는 부드러운 중간 색조의 황·녹·홍색의 색구름을 둔 뒤 나머지 여백을 짙게 처리하여 공간감을 부여하였다. 또한 주변 인물들의 크기를 위로 갈수록 작게 그리고 모두 본존불을 향하도록 함으로써 평면의 화면에 원근감을 나타냄은 물론, 예배화로서의 성격을 부각시키고 있다 하겠다.
주 색조는 적·녹색으로 담채(淡彩) 계통의 밝은 홍색을 많이 사용하여 조선 초기적 경향이 강하며, 각 인물의 묘사에 있어 부분적으로 다소 경직된 면이 있기는 하나 단순한 듯 세밀하면서도 세련된 필치를 보여 솜씨가 뛰어남을 볼 수 있다.
이 그림은 테두리 하단 중앙 부분에 먹으로 쓰여 있는 화기 중의 “강희사십팔년사월일(康熙肆拾捌年四月日) 신화성영산일부봉안우(新畵成靈山一部奉安于)…화사(畵師) 인문(印文) 민기(敏機) 세정(洗淨)…”이라는 내용을 보아, 강희 48년(숙종 35년)인 1709년에 인문을 비롯한 민기, 세정 등 불화승(佛畵僧) 3인이 참여하여 그렸음을 알 수 있다.
17세기 이후 크게 유행한 군도형식(群圖形式)의 전형을 보여주는 예로 조성연대(造成年代)와 제작자가 명확할 뿐만 아니라, 17세기 전반에서 18세기 초반에 이르기까지의 불화양식 흐름을 파악하는데 귀중한 자료이다.

## 같이 보기
- 영국사

## 참고 자료
- 서울 영국사 영산회 후불탱 - 국가유산청 국가유산포털